# Ambystoma leorae

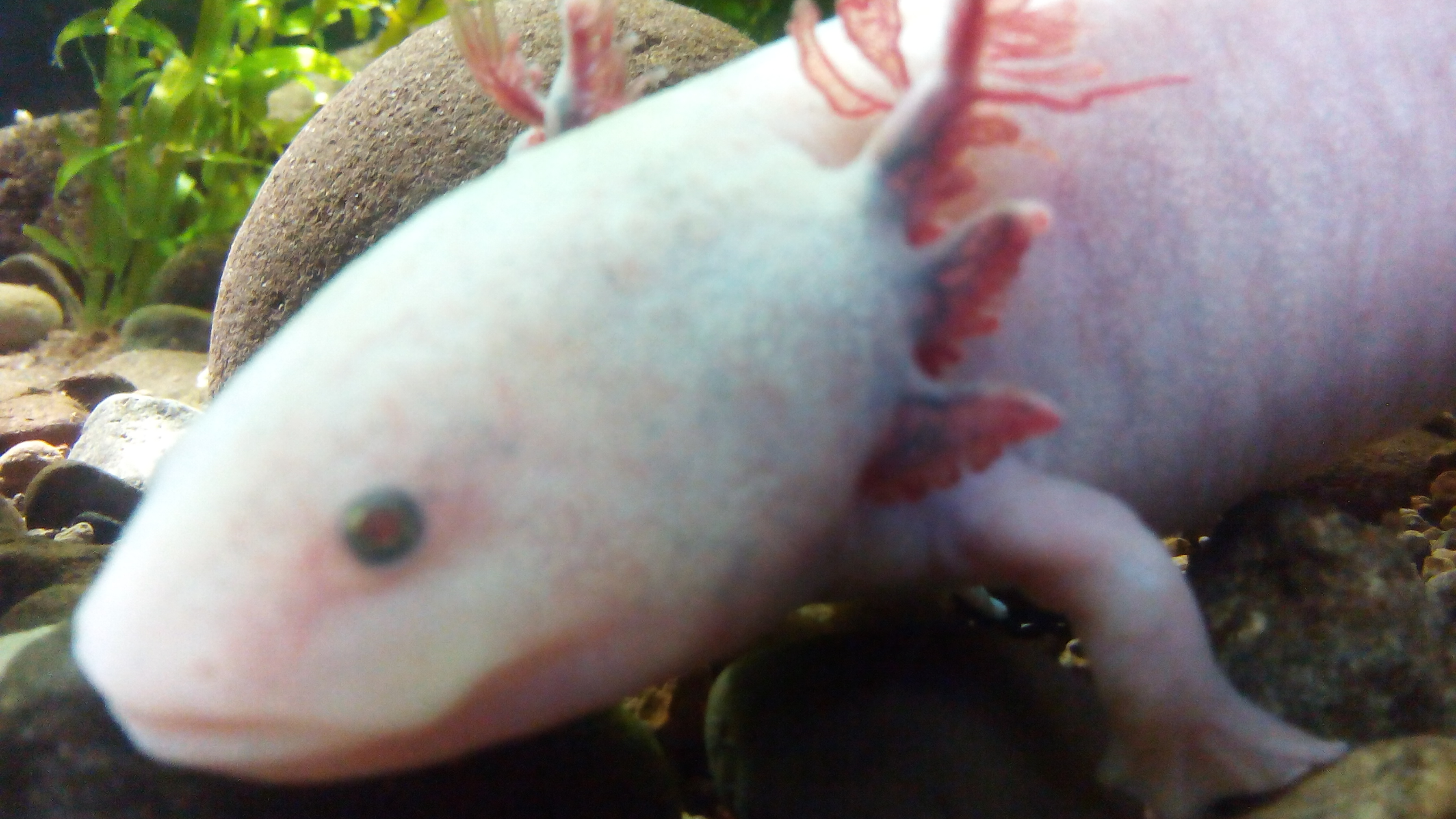
AJOLOTE MEXICANO ALBINO

El Ajolote de Río Frío (Ambystoma leorae) es una especie de anfibio de la familia Ambystomatidae. Es una salamandra micro-endémica de la Sierra Nevada del centro de México, Es una especie neoténica. La especie se distribuía históricamente en seis localidades en el Parque nacional Iztaccíhuatl-Popocatépetl situado en la frontera del Estado de México con Puebla. Hace mucho tiempo desaparecido de la localidad tipo (Río Frío de Juárez) por la contaminación de este río. Una investigación reciente redescubrió una nueva población de A. leorae. El nuevo estudio muestra que la especie en peligro de extinción persiste en una sola población en el volcán Tláloc, ubicado junto a lo que puede ser una de las zonas más grandes y densamente urbanizadas en la tierra. Las salamandras, fueron encontrados en dos pequeños arroyos (2 m de ancho 6.5 m de profundidad) con una temperatura del agua (12 a 15 °C), un elevado nivel de oxigenación en el agua de (78 % de oxígeno disuelto) rodeado de pastos alpinos (Muhlenbergia sp.) y bosque de montaña (Pinus hartwegii y Abies religiosa). Este estudio muestra una baja diversidad genética considerado en número de alelos y genotipos, pero tiene una alta heterocigosidad promedio, así mismo se encontraron tres subpoblaciones genéticas en un área de distribución geográfica pequeña.

## Estado de conservación
Debido a que la especie tiene una distribución limitada, y a la alta tala de bosques, contaminación y el consumo de agua por los seres humanos en su hábitat, está clasificado por la UICN como especie en peligro crítico de extinción y como una especie amenazada por el gobierno de México. En la distribución geográfica de la especie, hay varias amenazas que están modificando el ecosistema, incluyendo la entubación del río para consumo humano, la introducción de ganado vacuno y la colecta directa de organismos para alimento.